# Territoriale prelatuur Ayaviri
De territoriale prelatuur Ayaviri (Latijn: Praelatura Territorialis Ayaviriensis) is een rooms-katholieke territoriale prelatuur met als zetel Ayaviri, in Peru. De territoriale prelatuur is suffragaan aan het aartsbisdom Arequipa. 

## Geschiedenis
De territoriale prelatuur werd opgericht op 30 juli 1958, uit delen van het bisdom Puno. Op 3 april 2019 verloor het gebied bij de oprichting van de territoriale prelatuur Santiago Apóstol de Huancané. 

## Parochies
De territoriale prelatuur had in 2021 een oppervlakte van 20.712 km2 en telde 188.865 inwoners waarvan 86,0% rooms-katholiek was.

## Prelaten
- José Juan Luciano Carlos Metzinger Greff (30 juli 1958 - 30 januari 1971)
  - Luis Dalle (apostolisch administrator: 30 oktober 1971 - 9 mei 1982)
- Juan Godayol Colom (4 december 1991 - 18 februari 2006)
- Kay Martin Schmalhausen Panizo (18 februari 2006 - 7 april 2021)
  - Pedro Alberto Bustamante López (apostolisch administrator: 7 april 2021 - heden)
- sedisvacatie

Arequipa (aartsbisdom) · Ayaviri (territoriale prelatuur) · Chuquibamba (territoriale prelatuur) · Juli (territoriale prelatuur) · Puno · Santiago Apóstol de Huancané (territoriale prelatuur) · Tacna y Moquegua